# Africa Museum Suakoko
Das Africa Museum Suakoko war ein privates Kunstmuseum in Liberia und befand sich im Bong District, in der Ortschaft Suakoko, etwa zwölf Kilometer westlich der Hauptstadt Gbarnga.
Das Museum wurde in den 1960er Jahren aus privaten Kunstsammlungen aufgebaut und wissenschaftlich durch das Cuttington College beraten und betreut.
Zu den Exponaten gehörten auch ethnographisch bedeutsame Objekte, dazu zählte eine bedeutende Kollektion von Kru Money – einer frühen Form afrikanischer Münzen, die als Wertobjekte bei verschiedenen Anlässen getauscht wurden.
Während des Bürgerkrieges wurde der Ort Suakoko mehrfach überfallen und das Museum ausgeplündert.
Über den heutigen Zustand des Museums ist nichts bekannt.